# Pöggstall
Pöggstall là một thị xã thuộc huyện Melk trong bang Niederösterreich.